# سيباستيانو ديل بيومبو
سيباستيانو ديل بيومبو (1485 - 21 يونيو 1547 ) هو كان رسام إيطالي من عصر نهضة عليا وأوائل فترة المانييريزمو.